# Pomořanský záliv
Pomořanský záliv (polsky Zatoka Pomorska, německy Pommersche Bucht, kašubsky Pòmòrskô Hôwinga) je záliv Baltského moře v jeho jihozápadní části na pobřeží Polska a Německa. Na východě zasahuje až k obci Jarosławiec, zatímco na západě jej ohraničuje pobřeží ostrova Rujana. Na jihu tvoří jeho hranici severní břeh ostrovů Uznojem a Wolin. Se Štětínským zálivem je spojen úzkými průlivy Peenestrom, Svina a Dziwna, které oddělují ostrovy od sebe navzájem a od pevniny.

## Pobřeží
Pobřeží zálivu je porostlé lesy. Východně od města Międzyzdrojów se nachází pásmo písečných dun.

## Hloubka
Hloubka v zálivu nepřesahuje 15 m. Na Oderské lavici činí 6 až 9 m. Desetimetrová izobata probíhá rovnoběžně s pobřežím ve vzdálenosti 1 až 2 námořní míle s výjimkou ústí Dziwny, kde se nachází mělčina, která se táhne do vzdálenosti 5 až 6 námořních mil od břehu.

## Osídlení
Důležité námořní přístavy na břehu zálivu jsou Sassnitz/Neu Mukran, Svinoústí (trajekty), Kołobrzeg. Navíc je námořní přístav ve Štětíně spojený se Svinoústím vodní cestou, která vede po Odře, přes Štětínský záliv, Piastowský kanál a Svinu.

### Rekreace
- Rujana — Juliusruh, Sassnitz, Prora, Binz, Sellin
- Usedom — Zinnowitz, Koserow, Seebad Bansin, Seebad Heringsdorf, Seebad Ahlbeck, Svinoústí
- Wolin — Międzyzdroje, Wisełka, Międzywodzie
- polské pobřeží Západopomořanského vojvodství — Dziwnów, Dziwnówek, Łukęcin, Pobierowo, Pustkowo, Trzęsacz, Rewal, Niechorze, Pogorzelica, Mrzeżyno, Dźwirzyno, Kołobrzeg, Sianożęty, Ustronie Morskie, Sarbinowo, Chłopy, Mielno, Unieście, Dąbki, Żukowo Morskie, Darłówko, Jarosławiec

### Ochrana přírody
Záliv je chráněným stanovištěm zimujících ptáků, kteří sem přilétají ze severních částí Baltského moře (potápka roháč, potáplice severní).